# Hoja piękna

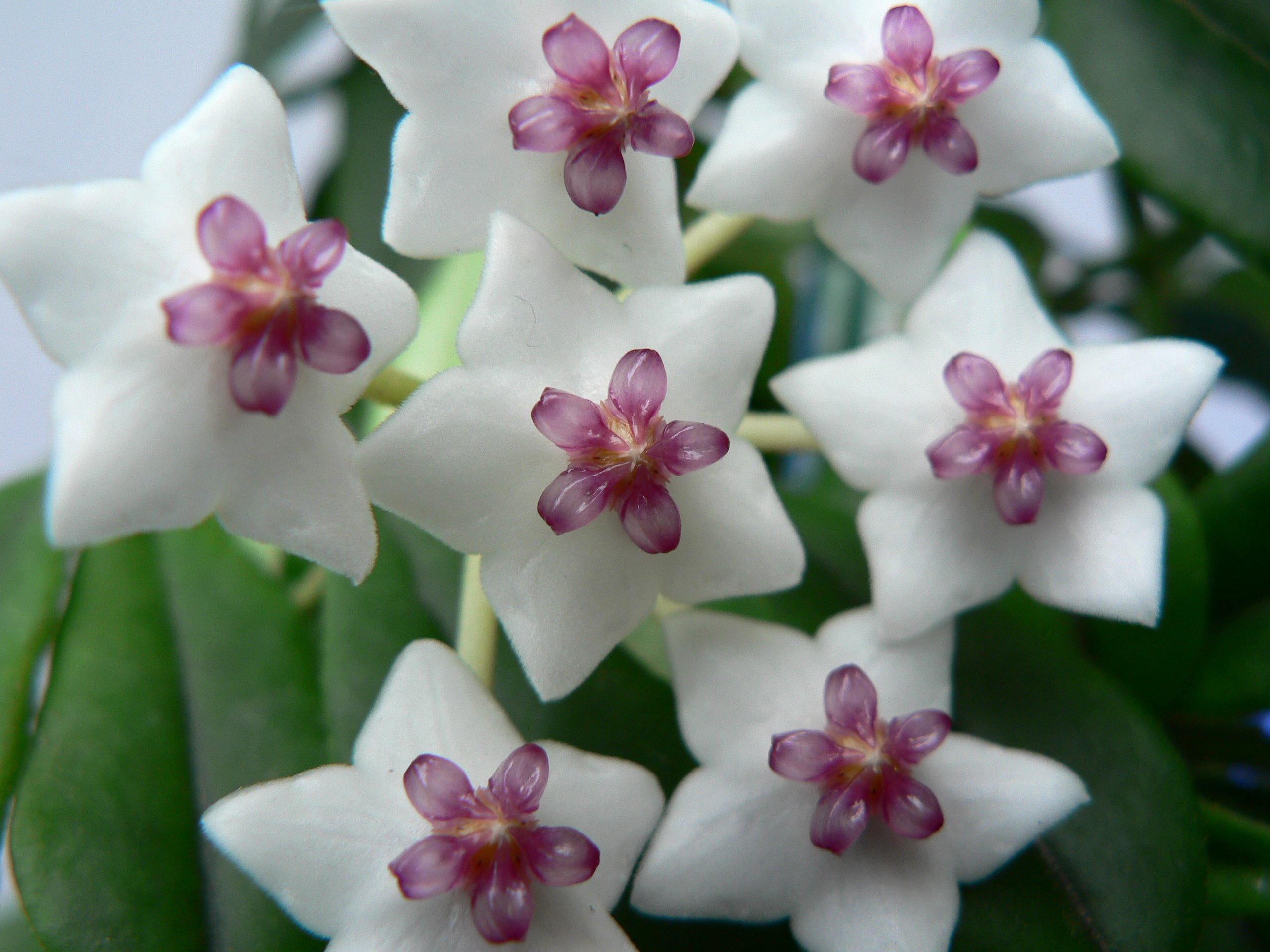
Kwiaty

Hoja piękna (Hoya bella) – gatunek rośliny z rodziny toinowatych (Apocynaceae). Często (błędnie) nazywana bywa woskownicą. Pochodzi z Birmy i wyspy Jawa. W wielu krajach świata jest uprawiana jako roślina ozdobna.

## Morfologia
PokrójPnącze odznaczające się powolnym wzrostem. Osiąga 30 cm wysokości i 20 cm szerokości. W ciągu roku jej pędy przyrastają tylko 12–15 cm.
LiścieMałe, o długości ok. 2–3 cm, zgrubiałe, kształtu lancetowatego, błyszczące, wyrastające naprzeciwlegle.
KwiatyZebrane po 12–15 w baldachowate kwiatostany. Kwiaty małe i mięsiste, w kształcie gwiazdkowate, białe z czerwonym środkiem. Kwitnie bardzo obficie i przez całe lato. Kwiaty wydzielają mdły i dość wyraźny zapach oraz kropelki lepkiej, podobnej do miodu cieczy.
Gatunki podobneHoja różowa. Ma grubsze i większe liście, dłuższe pędy i różowe kwiaty. Kwitnie mniej obficie i krótko.

## Zastosowanie
- Roślina ozdobna: W Polsce jest uprawiana jako roślina doniczkowa, rzadziej niż hoja różowa. Jest też trudniejsza od niej w uprawie. W mieszkaniu może przetrwać najwyżej 2–3 lata.
  - Wymagania: Potrzebuje dobrego oświetlenia, ale bezpośrednie słońce może oparzyć jej liście. Zimą temperatura nie powinna spadać poniżej 10 °C, latem nie powinna przekroczyć 24 °C. Nie lubi nadmiaru wody. Wymaga spryskiwania, źle toleruje przeciągi. Jako podłoże najlepsza jest ziemia gliniasta, wymagany jest dobry drenaż doniczki.
  - Zabiegi uprawowe: Najlepiej posadzić w większej doniczce, tak by nie trzeba było rośliny przesadzać. W czasie upałów podlewanie (tylko deszczówką) raz w tygodniu, zimą raz na dwa tygodnie. W lecie co 3–4 tygodnie nawożenie nawozem płynnym. Należy czyścić liście z kurzu – albo poprzez spryskiwanie wodą, albo (jeśli nie pomaga) poprzez delikatne wycieranie wilgotną szmatką.
  - Rozmnażanie: W warunkach amatorskich jest trudne. Rozmnaża się poprzez sadzonki pędowe z wierzchołków. Ukorzenia się je wiosną w mieszaninie torfu z piaskiem z wykorzystaniem ukorzeniacza. Sadzonki należy trzymać pod folią, w temperaturze ok. 21 °C. Można także rozmnażać przez odkłady.